# Wonder World Tour
Il Wonder World Tour è stato il secondo tour musicale della cantante statunitense Miley Cyrus, a supporto del suo secondo album in studio Breakout (2008) e del primo EP The Time of Our Lives (2009).
Il tour è composto da 56 spettacoli totali, di cui 45 in Nord America e 11 in Europa, che hanno generato un guadagno di circa 67 milioni di dollari.

## Artisti d'apertura
- Metro Station

## Scaletta
1. Breakout
2. Start All Over
3. 7 Things
4. Kicking and Screaming
5. Bottom of the Ocean
6. Fly on the Wall
7. Thriller  (Dance Interlude, canzone di Michael Jackson)
8. Let's Get Crazy
9. Hoedown Throwdown
10. Boom Boom Pow  (Dance Interlude, canzone degli The Black Eyed Peas)
11. These Four Walls
12. When I Look at You
13. Obsessed
14. Spotlight
15. G.N.O. (Girl's Night Out)
16. I Love Rock 'n' Roll  (cover dei Arrows)
17. Party in the U.S.A.
18. Hovering
19. Simple Song
20. See You Again
21. The Climb

## Date del tour
| Data              | Città             | Stato        | Luogo                         | Biglietti venduti / Biglietti disponibili | Incasso      |
| Nord America      | Nord America      | Nord America | Nord America                  | Nord America                              | Nord America |
| ----------------- | ----------------- | ------------ | ----------------------------- | ----------------------------------------- | ------------ |
| 14 settembre 2009 | Portland          | Stati Uniti  | Rose Garden                   | 10,917 / 11,787                           | $728,328     |
| 16 settembre 2009 | Tacoma            | Stati Uniti  | Tacoma Dome                   | 15,242 / 15,920                           | $1,033,221   |
| 18 settembre 2009 | Oakland           | Stati Uniti  | Oracle Arena                  | 13,881 / 14,480                           | $901,747     |
| 20 settembre 2009 | San Jose          | Stati Uniti  | HP Pavilion                   | 13,100 / 13,918                           | $835,071     |
| 22 settembre 2009 | Los Angeles       | Stati Uniti  | Staples Center                | 14,584 / 14,584                           | $1,055,388   |
| 23 settembre 2009 | Anaheim           | Stati Uniti  | Honda Center                  | 12,638 / 12,638                           | $956,981     |
| 25 settembre 2009 | Glendale          | Stati Uniti  | Jobing.com Arena              | 13,755 / 13,755                           | $993,003     |
| 26 settembre 2009 | Las Vegas         | Stati Uniti  | Thomas & Mack Center          | 11,426 / 12,512                           | $718,706     |
| 29 settembre 2009 | Salt Lake City    | Stati Uniti  | EnergySolutions Arena         | 10,885 / 12,525                           | $718,727     |
| 6 ottobre 2009    | Auburn Hills      | Stati Uniti  | The Palace of Auburn Hills    | 16,142 / 16,142                           | $1,090,009   |
| 7 ottobre 2009    | Columbus          | Stati Uniti  | Nationwide Arena              | 14,191 / 15,135                           | $972,592     |
| 9 ottobre 2009    | Des Moines        | Stati Uniti  | Wells Fargo Center            | 14,174 / 14,174                           | $1,005,453   |
| 10 ottobre 2009   | Milwaukee         | Stati Uniti  | Bradley Center                | 15,335 / 15,335                           | $1,043,433   |
| 12 ottobre 2009   | Tulsa             | Stati Uniti  | BOK Center                    | 13,151 / 14,063                           | $937,265     |
| 13 ottobre 2009   | Omaha             | Stati Uniti  | Qwest Center                  | 13,249 / 15,092                           | $928,176     |
| 15 ottobre 2009   | San Antonio       | Stati Uniti  | AT&T Center                   | 15,523 / 15,523                           | $1,059,159   |
| 17 ottobre 2009   | Kansas City       | Stati Uniti  | Sprint Center                 | 15,525 / 15,525                           | $1,111,178   |
| 18 ottobre 2009   | Dallas            | Stati Uniti  | American Airlines Center      | 15,102 / 15,102                           | $1,039,489   |
| 20 ottobre 2009   | New Orleans       | Stati Uniti  | New Orleans Arena             | 15,359 / 15,359                           | $1,029,841   |
| 21 ottobre 2009   | Memphis           | Stati Uniti  | FedExForum                    | 12,256 / 13,010                           | $864,662     |
| 23 ottobre 2009   | Birmingham        | Stati Uniti  | BJCC Arena                    | 14,527 / 14,527                           | $1,012,737   |
| 24 ottobre 2009   | North Little Rock | Stati Uniti  | Verizon Arena                 | 14,119 / 15,325                           | $969,281     |
| 27 ottobre 2009   | Chicago           | Stati Uniti  | United Center                 | 16,600 / 16,600                           | $1,148,500   |
| 28 ottobre 2009   | St. Louis         | Stati Uniti  | Scottrade Center              | 13,982 / 15,205                           | $982,909     |
| 29 ottobre 2009   | Minneapolis       | Stati Uniti  | Target Center                 | 14,966 / 15,867                           | $1,022,257   |
| 31 ottobre 2009   | Louisville        | Stati Uniti  | Freedom Hall                  | 13,526 / 16,062                           | $851,635     |
| 1º novembre 2009  | Lexington         | Stati Uniti  | Rupp Arena                    | 15,774 / 18,210                           | $976,313     |
| 3 novembre 2009   | Washington        | Stati Uniti  | Verizon Arena                 | 15,846 / 15,846                           | $1,071,917   |
| 4 novembre 2009   | Filadelfia        | Stati Uniti  | Wachovia Center               | 17,153 / 17,153                           | $1,209,364   |
| 5 novembre 2009   | State College     | Stati Uniti  | Bryce Jordan Center           | 12,901 / 12,901                           | $932,270     |
| 7 novembre 2009   | Newark            | Stati Uniti  | Prudential Center             | 30,416 / 30,416                           | $2,090,972   |
| 8 novembre 2009   | Newark            | Stati Uniti  | Prudential Center             | 30,416 / 30,416                           | $2,090,972   |
| 9 novembre 2009   | Boston            | Stati Uniti  | TD Garden                     | 14,981 / 14,981                           | $1,111,590   |
| 12 novembre 2009  | Hartford          | Stati Uniti  | XL Center                     | 13,824 / 13,824                           | $1,000,448   |
| 15 novembre 2009  | Cleveland         | Stati Uniti  | Quicken Loans Arena           | 15,774 / 16,567                           | $1,072,833   |
| 16 novembre 2009  | Indianapolis      | Stati Uniti  | Conseco Fieldhouse            | 14,920 / 14,920                           | $1,018,200   |
| 18 novembre 2009  | Uniondale         | Stati Uniti  | Nassau Coliseum               | 29,277 / 29,277                           | $2,002,982   |
| 19 novembre 2009  | Uniondale         | Stati Uniti  | Nassau Coliseum               | 29,277 / 29,277                           | $2,002,982   |
| 22 novembre 2009  | Greensboro        | Stati Uniti  | Greensboro Coliseum           | 17,597 / 17,597                           | $1,182,082   |
| 24 novembre 2009  | Charlotte         | Stati Uniti  | Time Warner Cable Arena       | 15,553 / 15,553                           | $1,048,004   |
| 25 novembre 2009  | Nashville         | Stati Uniti  | Bridgestone Arena             | 14,692 / 14,692                           | $1,040,794   |
| 28 novembre 2009  | Columbia          | Stati Uniti  | Colonial Life Arena           | 14,557 / 14,557                           | $1,018,682   |
| 29 novembre 2009  | Atlanta           | Stati Uniti  | Philips Arena                 | 15,000 / 15,000                           | $1,041,720   |
| 1º dicembre 2009  | Tampa             | Stati Uniti  | St. Pete Times Forum          | 14,730 / 14,730                           | $1,035,875   |
| 2 dicembre 2009   | Miami             | Stati Uniti  | American Airlines Arena       | 15,819 / 15,819                           | $1,098,931   |
| Europa            |                   |              |                               |                                           |              |
| 13 dicembre 2009  | Londra            | Regno Unito  | The O2 Arena                  | 80.679 / 80.679                           | $11.081.900  |
| 14 dicembre 2009  | Londra            | Regno Unito  | The O2 Arena                  | 80.679 / 80.679                           | $11.081.900  |
| 16 dicembre 2009  | Dublino           | Irlanda      | The O2                        | 17.495 / 17.495                           | $3.134.370   |
| 17 dicembre 2009  | Dublino           | Irlanda      | The O2                        | 17.495 / 17.495                           | $3.134.370   |
| 19 dicembre 2009  | Londra            | Regno Unito  | The O2 Arena                  | [ 1 ]                                     | [ 1 ]        |
| 20 dicembre 2009  | Londra            | Regno Unito  | The O2 Arena                  | [ 1 ]                                     | [ 1 ]        |
| 22 dicembre 2009  | Birmingham        | Regno Unito  | LG Arena                      | 25.635 / 25.635                           | $3.494.140   |
| 23 dicembre 2009  | Birmingham        | Regno Unito  | LG Arena                      | 25.635 / 25.635                           | $3.494.140   |
| 27 dicembre 2009  | Manchester        | Regno Unito  | Manchester Evening News Arena | 32.926 / 32.926                           | $4.268.120   |
| 28 dicembre 2009  | Manchester        | Regno Unito  | Manchester Evening News Arena | 32.926 / 32.926                           | $4.268.120   |
| 29 dicembre 2009  | Londra            | Regno Unito  | The O2 Arena                  | [ 1 ]                                     | [ 1 ]        |
| Totale            | Totale            | Totale       | Totale                        | 807.514 / 828.943 (97.4%)                 | $66.941.255  |